# Jáchym Štěpanovský
Jáchym Štěpanovský, také Jáchym Štěpánovský, německy Joachim Stepanowsky nebo Joachim Stiepanowsky (18. října 1738 České Budějovice – 5. února 1801 České Budějovice) byl regenschori v českobudějovické  katedrále svatého Mikuláše, hudební skladatel a varhaník.

## Život
Jeho otec byl českobudějovický měšťan Karel Antonín Štěpanovský. V roce 1770 se Jáchym Štěpanovský oženil s dcerou katedrálního regenschoriho Dominika Kollera (†  1763,někdy také uváděn jako Köhler) – Annou Kollerovou. V roce 1774 koupil od své švagrové dům Hroznová čp. 213; v kupní smlouvě je uveden jako varhaník. V srpnu 1791 mu manželka umřela a v říjnu 1791 se oženil podruhé, a to s Veronikou Köllerovou. Mezitím vystřídal ve funkci katedrálního regenschoriho Vojtěcha Jírovce staršího (†1763), otce hudebního skladatele Vojtěcha Jírovce. Štěpanovský je uváděn jako učitel  tohoto známého skladatele. Funkci katedrálního regenschoriho vykonával až do své smrtí v roce 1801. Do funkce katedrálního regenschoriho pak nastoupil Jan Nepomuk Vocet.

## Dílo
Štěpanovský skládal chrámovou hudbu. Některé jeho skladby jsou srovnatelné se skladbami známých evropských skladatelů chrámové hudby druhé poloviny 18. století. Obsáhlý seznam skladeb Jáchyma Štěpanovského je uveden v diplomové práci Olgy Kimmerové. Jeho dílem Missa Pastoritia in D. (česky Pastorační mše v D.) se zabývá bakalářská práce Ladislava Němce.